# 彼らの目は神を見ていた
『彼らの目は神を見ていた』（Their Eyes Were Watching God）は、ゾラ・ニール・ハーストンの小説。1937年刊行。

## あらすじ
主人公ジェイニー・クロフォードは40代のアフリカ系アメリカ人女性。春の蜂にキスされる梨の木に比較し、性の目覚めから人生を顧みる。この頃、ナニーという祖母が見ながら地元の男子であるジョニー・テイラーにキスさせる。
ナニーは若い黒人女性の奴隷として、白人の奴隷主にレイプされ、リーフィーという混血の娘を産んだ。南北戦争後、娘によりいい人生を送って欲しいと思い、逃亡したあげく、リーフィーは学校の教師にレイプされ、ジェイニーという娘を産んだ。リーフィーは飲み始め、家族から逃げることとなった。
キャラクターは黒人英語で話す。

## テーマ

### 性別の役割
この小説は伝統的な性別による役割を探る
。愛ではなく保護のために男と結婚するべきだとナニーは信じる。

### 自由の女性
小説全体を通じ、ジェイニーは自らのアイデンティティを探している。